# Neomitranthes
Neomitranthes là một chi thực vật có hoa trong họ Myrtaceae. Chúng được mô tả lần đầu tiên như một chi vào năm 1977. Toàn bộ chi này là loài đặc hữu của Brasil.

## Các loài
1. Neomitranthes amblymitra - Rio de Janeiro, São Paulo
2. Neomitranthes capivariensis - São Paulo
3. Neomitranthes cordifolia - Rio Grande do Sul
4. Neomitranthes gemballae - Paraná, Santa Catarina
5. Neomitranthes glomerata - Paraná, São Paulo, Santa Catarina
6. Neomitranthes gracilis - São Paulo
7. Neomitranthes langsdorfii - NE Brazil
8. Neomitranthes obscura - C + SE + S Brazil
9. Neomitranthes obtusa - Espírito Santo
10. Neomitranthes pedicellata - São Paulo
11. Neomitranthes pereireana - Rio de Janeiro
12. Neomitranthes regeliana - São Paulo
13. Neomitranthes riedeliana - SE Brazil
14. Neomitranthes stictophylla - Espírito Santo
15. Neomitranthes warmingiana - Paraná, São Paulo

Các loài trước đây
Một số loài từng được xếp vào chi Neomitranthes trước đây, hiện đã được chuyển sang chi khác: Blepharocalyx, Calyptrogenia, Myrceunia
1. Neomitranthes castellanosii - Blepharocalyx eggersii - Lesser Antilles, Guyana, Venezuela, Peru, N Brazil
2. Neomitranthes ekmanii - Calyptrogenia grandiflora - Hispaniola
3. Neomitranthes hatschbachii - Myrceugenia gertii   - S Brazil
4. Neomitranthes maria-emiliae - Myrceugenia ovalifolia - Paraná, São Paulo